# Бернхард I фон Бентхайм
Бернхард I фон Бентхайм (на немски: Bernhard I von Bentheim; * ок. 1330/1331; † между 30 октомври и 2 ноември 1421) е от 1364 г. до смъртта си граф на Графство Бентхайм след брат му Ото III.

## Живот
Той е най-малкият син на граф Йохан II фон Бентхайм († 1333) и съпругата му Матилда фон Липе († 1366), дъщеря на Симон I († 1344), господар на Липе, и Аделхайд фон Валдек († 1339/1342). Брат е на Симон I (1317 – 1344), 1333 граф на Бентхайм, Ото III (1324 – 1379), 1344 граф на Бентхайм, отказва се 1364, Кристиан (1324 – 1401), каноник в Кьолн, Елизабет (1324 – 1372), абатиса на Хеерсе. Сестра му Хедвиг († сл. 1371) е омъжена пр. 7 март 1347 за Евервин IV фон Гьотерсвик († 1378). Майка му е сестра на Бернхард, княжески епископ на Падерборн (1321 – 1341)
През 1364 г. Бернхард I става управляващ граф след отказа на брат му Ото III. На 2 октомври 1370 г. той се жени за Перонета фон Щайнфурт (* ок. 1359; † сл. 29 септември 1404), дъщеря на Балдуин III фон Щайнфурт (†1394/5) и втората му съпруга Мехтилд фон Аркел († сл. 1376), вдовица на Вилхелм V фон Хорн († сл. 1357), дъщеря на Ян фон Аркел († 1359/1360) и Ирмгард фон Клеве († 1362). Бракът е бездетен.
Бернхард I умира 1421 г. без наследници. Ебервин I фон Бентхайм († 1454) наследява Бентхайм. Неговите наследници се разделят на линиите Бентхайм-Щайнфурт и Бентхайм.